# Alliny Serrão
Alliny Sousa da Rocha Serrão (Laranjal do Jari, 11 de fevereiro de 1985) uma política brasileira, filiada ao União Brasil (UNIÃO). Atualmente preside a Assembleia Legislativa do Amapá, sendo a primeira mulher a presidir a casa.

## Carreira política
Foi vereadora desta cidade de 2012 a 2016.
Em 7 de outubro, nas eleições estaduais no Amapá em 2018, foi eleita deputada estadual com 8 987 votos, a mais votada nesta eleição.

## Vida pessoal
É casada com o prefeito de Laranjal do Jari, Márcio Serrão, com quem tem três filhos. 

## Controvérsias
Em setembro de 2018, antes da eleição, o Tribunal Regional Eleitoral bloqueou 150 mil reais de sua campanha. O valor fora doado pelo PR, partido que não integrava a coligação.